# Манджа, Девис
Девис Манджа  (итал. Devis Mangia; 6 июня 1974 года, Чернуско-суль-Навильо, Италия) — итальянский футбольный тренер.

## Карьера
Никогда не играл в футбол на серьезном уровне. В качестве тренера долгое время работал с юношескими командами. В 30 лет он впервые перешел на взрослый уровень, возглавив «Варезе». Затем Манджа возглавлял другие итальянские коллективы из низших лиг. В 2011 году специалист возглавил молодежный состав «Палермо». Однако уже в сентябре того же года Манджа в качестве главного тренера основы, выступавшей в Серии A. Он сменил у руля команды Стефано Пиоли, провалившему отбор в групповой этап Лигу Европы. 5 ноября руководство клуба, довольное работой молодого специалиста, продлило контракт с ним на два года. Однако уже в середине декабря Манджа был уволен из «Палермо» после поражения в сицилийском дерби от «Катании» (0:2).
В 2012 году тренер заменил Чиро Феррару у руля молодежной сборной Италии. Под его руководством она в 2013 году успешно выступила на Чемпионате Европы среди молодежных команд в Израиле. На континентальном первенстве итальянцы дошли до финала, в котором уступили испанцам.
В сентябре 2013 года Девис Манджа рассматривался, как один из возможных кандидатов на должность наставника «Милана». Интерес к специалисту также проявляла «Брешия». В дальнейшем тренер работал в Серии B со «Специей», «Бари» и «Асколи». С 2017 по 2019 годы итальянец возглавлял румынскую «Университятю Крайову», которую приводил к победе в Кубке страны.
В конце декабря 2019 года стало известно, что Девис Манджа стал главным тренером сборной Мальты. Специалист подписал контракт с местной федерацией футбола на три года.

## Достижения
- Серебряный призер Чемпионата Европы по футболу среди молодежных команд (1): 2013.
- Обладатель Кубка Румынии (1): 2017/18.